# Viagem ao País dos Paulistas
Viagem ao País dos Paulistas é um livro do jornalista e historiador brasileiro Ernani Silva Bruno publicado pela primeira vez no ano de 1966.

## Obra
Ernani Silva Bruno é considerado um dos intelectuais de maior renome no estudo das memórias de São Paulo e do Brasil, currículo que lhe garantiu uma cadeira na Academia Paulista de Letras (APL).
Publicado no ano de 1966, dois anos após o golpe militar no Brasil em 1964, a obra busca compreender o nascimento e o surgimento da colonização do estado de São Paulo, por meio de uma série de documentos e atas para tentar decifrar o processo de construção do estado.
O livro é capaz de perceber a formação social do estado de São Paulo, e perceber qual as características dos povos colonizadores do estado por meio de uma pesquisa rígida e criteriosa. No livro ainda é abordado as questões econômicas que formaram São Paulo. A vasta pesquisa também conta com o olhar atento sobre a participação dos povos indígenas paulistas e dos escravos na construção econômica do Estado - que consolidou-se como o principal estado econômico do país, porém remonta uma origem de muita pobreza e exploração.

## Publicação
O livro foi publicado no ano de 1966, pela Livraria José Olympio Editora na cidade do Rio de Janeiro, capital do estado do Rio de Janeiro.